# Паисий Агиапостолит
Паисий Агиапостолит (греч. Παΐσιος Ἀγιαποστολίτης) — архиерей Константинопольской православной церкви, митрополит Родосский (1597—1603).

## Биография
Преосвященный Николай Катрами, автор сочинения об острове Закинфе, знает очень мало подробностей о Паисии, своем земляке
Родился на острове Закинф. Сборник бесед Паисия, произнесенных им на Востоке и еще не изданных, подтверждает это сведение. Этот сборник есть собственноручная рукопись Паисия, сохранившаяся в библиотеке Св. Марка в Венеции (Codex Nan. CXXIV), которая по пометке автора была отправлена на родной его остров, вероятно после его отречения или смещения с престола острова Рода (Родоса).
Был монахом Синайского монастыря (Монастырь Святой Екатерины).
Его другом был Мелетий Пигас, ставший впоследствии патриархом Александрии.
Мелетий Пигас посвятил Паисию шестостишие на классическом языке. Предмет этих стихов — приезд Паисия в Египет, случившийся во время разлива Нила.
| Оригинал                                    | Перевод 19 в                                          | комментарий                                                                 |
| Νειλος επισμαραγδος ελισσομεναις ενι διναις | Нил шумящий прядает в крутящихся водоворотах,         | επισμαραγδος(дословно, «кобра») - «шумящий прядает»                         |
| αλλεται αισθομενος Παισιου ερχομένου.       | услыхав о приближении Паисия:                         | «услыхав» (вместо «почувствовав»)                                           |
| Στέψατε Νηρείδες αμαραντοις, στέψατε Νυμφαι | Увенчайте, Нереиды, амарантами, увенчайте ими, Нимфы, | αμαραντοις(«бессмертные») как «амаранты» — цветы                            |
| ανδρα φιλον υμνοις, είκελον αθανατοις.      | мужа любимца песнопений, бессмертным подобного.       | είκελον αθανατοις(«подобного бессмертным»), но в оригинале акцент на гимны. |
| Αλως ο γερων εφαθ, αι δ εκλυον μαλα γ ωκα   | Так старец вещал, они же быстро послушались,          | иεκλυον(«изнемогая»)                                                        |
| ηχησαν ο ακται Παισιον ερχομενον            | и берега огласились вестью о прибытии Паисия.         | ηχησαν(«отозвались») - «огласились вестью»                                  |

### Митрополит Родосский
В 1597 году Паисий был поставлен митрополитом Родосским с титулом «ипертим и экзарх Кикладских островов»
... в 1597 г., в бытность Мелетия местоблюстителем вселенского престола (за отсутствием патриарха), был назначен митрополитом о. Родоса
В 1600 году Мелетий обращался к Паисию за консультацией по вопросу «семи степеней брака»
В 1603 году Паисий был низложен от поста митрополита решением патриарха Константинопольского Рафаила II.

Причина неизвестна, но могла быть связана с церковными или политическими спорами.:
«В епископские каталоги данной епархии внесено, что архиерейство Паисия в Родосе датируется периодом между 1595 и 1603[13] годами, однако остаётся неуточнённым, был ли он переведён или добровольно отрёкся от своего сана в 1603 году».
13. Emmanuel Constantinidou, «Символы для исследования истории епископов в Греции. Часть I», Афины, 1969, с. 77. — Там же, «Церковь в Додеканесе. Часть A. Исторический обзор (с древности до настоящего времени). Часть B. Митрополии и епископские списки», там же, с. 52.
фрагмент письма Дионисия, митрополита Ираклийского, Паисию, бывшему архиепископу Родскому (Родосскому):
Получив твое честное письмо, любезный друг, и внимательно рассмотрев его содержание, — как тебе покажется? — я почувствовал печаль. Я подумал: ведь это беззаконно, чтобы люди достойные и отличные отрешаемы были от должности и чтоб ею беспрепятственно овладевали люди свойств противоположных.

### Последние годы жизни

#### Основная версия (год смерти 1609)
Паисий Агиапостолит после отстранения удалился на остров Патмос в монастырь , где и умер в 1609 году:
Родосская митрополия. Б. Родос.
Паисий Агиапостолит (1595–1609) ушёл из жизни [умер] не 4 июня 1604 года, как иногда упоминается, а в тот же день, но в 1609 году.

Это подтверждается записью: «В том же году (то есть 1609), 4 июня, почил митрополит Родосский Паисий» 

#### Альтернативная версия  (год смерти 1604)[7]
... в 1597 г., в бытность Мелетия местоблюстителем вселенского престола (за отсутствием патриарха), был назначен митрополитом о. Родоса, где и умер 4 июля 1604 г.
эта версия - ошибочная согласно  (стр.22-23):
Паисий I Агиапостолит Закинфский (1595–1609).
Из-за противоречивых сведений о годе завершения архиерейства Паисия в Родосе считаю необходимым привести следующие замечания, чтобы исследователи истории Родосской митрополии могли обратить внимание на расхождения и выявить истинную хронологию.

В епископских каталогах данной епархии указано , что архиерейство Паисия в Родосе датируется периодом между 1595 и 1603 годами [13], но остаётся неясным, был ли он переведён, добровольно отрёкся или был отстранён в 1603 году.
Если принять за основу, что Паисий умер, следует признать ошибочность ранее предполагаемой даты окончания его служения. Из документа «Брабеио» (Brabeion) Родосской митрополии, хранящегося в Иеромонастыре Святого Иоанна Богослова на острове Патмос, следует, что Паисий скончался 4 июня 1609 года. Это подтверждается записью: «В том же году (1609), 4 июня, почил митрополит Родосский Паисий».

С учётом этого источника можно с уверенностью утверждать, что его архиерейство длилось с 1595 по 1609 год.

#### Альтернативная версия  (год смерти не ранее 1639)[4]
С 1603 г. до 1639 он был забыт и жил в неизвестности.
Только в 1639 г. положен был конец бедствиям Паисия. 18 сентября этого года он был выведен из забвения, и рукоположен в митрополита Гана (Ганоса) и Хоры во Фракии

Этот же год был, вероятно, концом его жизни, так как история больше о нем не упоминает. 

(церковные записи 1639 года): 
Парфений А. — 1639, инд. е.

Сентября 18. Номинация Паисия (бывшего из Родоса) на епископство Гано и Хоры вместо отставившегося Иакова. 
Возможно путаница в  возникла из за того, что согласно  в период 1639-1643 архиепископом Родосским был Паисий II.

## Творения
В период между 1577 и 1592 годами в Каире, на подворье Синайской обители, он создал своё главное произведение — стихотворное описание Святой Горы Синайской. В тексте он подробно описал монастырь Святой Екатерины и другие святыни Синая (Неопалимая Купина, Гора святой Епистимии, Гора святой Екатерины).
Первое издание на Русском языке вышло в XIX веке
Он также написал «Избранные стихи из Псалтири», «Аскетическое Уложение», эпиграммы, проповеди и синаксарий  .